# São Mamede (Évora)
São Mamede ist eine ehemalige Gemeinde (Freguesia) der portugiesischen Stadt Évora. Die Gemeinde hatte 1725 Einwohner (Stand 30. Juni 2011).
Am 29. September 2013 wurden die Gemeinden São Mamede, Santo Antão und Sé e São Pedro zur neuen Innenstadtgemeinde União das Freguesias de Évora (São Mamede, Sé, São Pedro e Santo Antão) zusammengeschlossen. São Mamede wurde offiziell Sitz dieser neu gebildeten Gemeinde.